# Anapaulia
Anapaulia Berry et Edwards, 1996 es un género de Pteridophyta perteneciente al orden Iridopteridales. Este vegetal de porte probablemente herbáceo es conocido a partir de sus restos fósiles datados entre los periodos Eifeliense final y Frasniense temprano, del Devónico Medio. Hasta la actualidad únicamente se ha descrito una especie dentro del género, Anapaulia moodyi Berry et Edwards, 1996, conocida a partir de los fósiles localizados en 1990 en la Formación Campo Chico de Sierra Perijá, Venezuela. 
A pesar de lo fraccionario de los fósiles conocidos hasta la fecha se ha podido establecer la anatomía general de la planta con cierto detalle. Anapaulia moodyi consta de cuatro órdenes de ramificación de inserción verticilada a helicoidal y cubiertos de espinas. En las ramificaciones de tercer y cuarto orden aparecen numerosos apéndices de ramificación dicótoma con presunta función fotosintética y, al menos en las ramificaciones de tercer orden, se han localizado apéndices fértiles similares portadores de esporangios.

## Características
Anatómicamente Anapaulia moodyi está formada por cuatro órdenes de ramificación y apéndices estériles y fértiles de posición axilar y distal. Aunque únicamente se ha observado en ramificaciones secundarias el extremo de los tallos puede tener un crecimiento circinado. Las ramificaciones de primer orden, supuestamente los tallos principales, tienen entre 10 y 13 mm de diámetro y los especímenes mejor conservados muestran una longitud de 200 mm, estando truncados en ambos extremos. A lo largo de toda su superficie aparecen pequeñas espinas de entre 3,2 y 4,2 mm de longitud y algunos ejemplares muentran crestas longitudinales. Estaban organizados en nudos y entrenudos, siendo la longitud de estos de entre 68 y 75 mm.
En los nudos de las ramificaciones de primer orden aparecen dos tipos de ramificaciones secundarias. Las más escasas eran unos cortos ejes de división dicótoma de hasta 2,1 mm de longitud, sin espinas y similares morfológicamente a los apéndices terminales de las ramificaciones de tercer y cuarto orden. Las ramificaciones de segundo orden más comunes están insertadas en verticilos o hélices muy apretadas en los nudos de las ramas primarias. Son unos ejes rectos a levemente curvados con espinas de 1,8 a 2,3 mm. Las dimensiones de estas ramificaciones son de entre 1,5 y 5,3 mm de diámetro y la longitud máxima conocida es de 100 mm. Las ramificaciones terciarias aparecen en hélices muy apretadas a lo largo de las ramificaciones secundarias. Poseían espinas de 1 a 2,3 mm y un diámetro de 1 mm, siendo la longutud máxima conocida de 20 a 25 mm. Surgiendo en escaso número y sin patrón de inserción conocido las ramificaciones cuaternarias tienen una longitud conocida de 8 mm. 
Los apéndices estériles y fértiles aparecen en inserción verticilada a helicoidal tanto en las ramificaciones de tercer orden como en las de cuarto orden. Están formadas por ejes de 0,5 mm de diámetro que dicotomizan perpendicularmente un máximo de cuatro veces cuando se presentan en las ramas terciarias y de tres veces cuando lo hacen en las cuaternarias. Los apéndices presentan espinas muy pequeñas al menos hasta la segunda dicotomía y sus tallos se curvan levemente. Aunque debido a la compresión sufrida durante el proceso de fosilización estos apéndices parecen planares los estudios sobre las proporciones de los diámetros de sus ejes y la disposición de estos permiten suponer que tuvieron una estructura tridimensional. En el extremo de los apéndices estériles aparecen unos pequeños ejes agudos y curvados hacia el exterior mientras que en el extremo de los apéndices fértiles se encuentra un par de esporangios elipsoidales de dehiscencia desconocida y entre 0,6 y 1,2 mm de longitud y entre 0,3 y 0,7 mm de diámetro a los que no se han podido asociar esporas.

## Taxonomía
El género toma su nombre Anapaulia del griego άναπαυλα, lugar de descanso por haber aparecido sus restos en la hacienda «El Reposo». El nombre específico moodyi hace referencia al descubridor de sus restos John Moody.
Las principales características anatómicas de Anapaulia son compartidas con multitud de vegetales devónicos pertenecientes a varios grupos. La presencia de dos tipos de ramificaciones secundarias es común a varias especies de Iridopteridales, así como a Protocephalopteris y Eocladoxylon mientras que los apéndices tri a tetra dicotomizados pueden observarse en Pertica, varias especies de Cladoxylopsida, Progymnospermopsida e Iridopteridales, siendo un representante de este grupo, Ibyka el único que además los presenta en verticilos. El par de esporangios terminales es también común en Iridopteridales, Cladoxylopsida y en el Trimerophytopsida Psilophyton. Este último vegetal, así como los representantes de Zosterophyllopsida Sawdonia y Trichopherophyton, posee también espinas. Quizás el carácter menos común de Anapaulia es la presencia de ramificaciones secundarias en verticilos formados por hélices muy apretadas en nudos bien individualizados que presentan  también los Iridopteridales Compsocradus, Ibyka y Denglongia y que solo recuerdan a la anatomía de Prosseria y Pseudobornia. Ya que no ha podido observarse la anatomía interna de los tallos de Anapaulia, único carácter definitorio del orden Iridopteridales se han considerado otros caracteres exclusivos del grupo. En este caso es la arquitectura iterativa y la presencia de dos tipos de ramificaciones laterales de Anapaulia, similares a las presentes en Ibyka amphikoma y Compsocradus laevigatus, resultan concluyentes para incluir a este vegetal dentro de Iridopteridales.